# Fanatics
Pour plus de détails, voir Fiche technique et Distribution.
Fanatics est un film américain réalisé par Raymond Wells, sorti en 1917.

## Synopsis
Après avoir dilapidé son argent avec sa maîtresse Lola Monroe, Robert Lathrop supplie sa femme Mary de l'aider à obtenir un prêt du roi de l'acier Nicholas Eyre, un ami de feu son père. Après qu'Eyre lui a donné son chèque, Lathrop se rend chez Lola, où il la trouve dans les bras de son amant. Dans la lutte qui s'ensuit, Lathrop reçoit une balle et meurt, mais son corps est disposé de telle façon qu'il semble s'être suicidé. Mary, croyant que Nicholas Eyre a refusé de prêter de l'argent à son mari, cherche à se venger. Elle devient sa secrétaire, et s'associe avec un groupe d'anarchistes dirigé par le Professeur Groesbeck. Elle commence alors à semer la discorde parmi les employés. Lola prévient Eyre de la traîtrise de Mary. Il arrive à convaincre ses employés qu'ils ont été trompés. Groesbeck trouve la mort en tombant dans la fonderie. Mary finit par trouver le chèque et, réalisant son erreur, trouve le bonheur avec le roi de l'acier. 

## Fiche technique
- Titre original : Fanatics
- Réalisation : Raymond Wells
- Scénario : Joseph Anthony Roach
- Direction artistique : Directeur artistique
- Photographie : Pliny Horne
- Société de production : Triangle Film Corporation
- Société de distribution : Triangle Distributing Corporation
- Pays d'origine :  États-Unis
- Langue originale : anglais
- Format : noir et blanc — 35 mm — 1,33:1 — Film muet
- Genre : drame
- Durée : 5 bobines
- Dates de sortie :
  - États-Unis : 9 décembre 1917
- Licence : Domaine public

## Distribution
- Adda Gleason : Mary Lathrop
- J. Barney Sherry : Nicholas Eyre
- William V. Mong : Hugh Groesbeck
- Don Fuller : Robert Lathrop
- Olga Grey : Lola Monroe
- Eugene Burr : Billy Haskell